# Crazy in Love (album)
Crazy in Love è l'album in studio di debutto del gruppo femminile sudcoreano Itzy, pubblicato il 24 settembre 2021 dalla JYP Entertainment.

## Tracce
1. Loco – 3:11 (testo: Star Wars (Galactika) – musica: Star Wars (Galactika), Atenna (Galactika), Woo Bin (Galactika))
2. Swipe – 2:57 (testo: Jo Yoon-kyung – musica: Ludvig Lindell, Josefin Glenmark, Oneye)
3. Sooo Lucky – 3:22 (testo: Shim Eun-ji – musica: Shim Eun-ji, Lee Min-young (EastWest), Yeul (1by1))
4. #Twenty – 2:54 (testo: Baek Geum-min (JamFactory), Earattack – musica: Earattack, Charles "Chizzy" Stephens, Chan's, Eniac, Patricia K, Kim Bo-mi, April Bender)
5. B[oo]m-Boxx – 3:13 (testo: Jo In-ho (lalala studio) – musica: Ian Asher, Anne Judith Stokke Wik, Nermin Harambašić, Ronny Svendsen)
6. Gas Me Up – 2:29 (testo: Vacation – musica: 250, Ylva Dimberg)
7. Love Is – 3:27 (testo: Choi Ji-yoon (153/Joombas) – musica: Harold Philippon, Kim Yeon-seo, Anne Judith Stokke Wik, Ronny Svendsen)
8. Chillin' Chillin' – 3:26 (testo: Yoon Ye-ji – musica: Young Chance, Shorelle, David Anthony Eames)
9. Mirror – 4:18 (testo: Jo Yoon-kyung – musica: Sebastian Thott, Rosanna Enér)
10. Loco (English version) – 3:11 (testo: Star Wars (Galactika), Sophia Pae – musica: Star Wars (Galactika), Atenna (Galactika), Woo Bin (Galactika))
11. Dalla Dalla (달라달라; instrumental) – 3:19 (musica: Star Wars (Galactika), Atenna (Galactika))
12. Icy (instrumental) – 3:11 (musica: J.Y. Park "The Asiansoul", Opeia, Ellen Berg Tollbom, Daniel Caesar, Ludwig Lindell, Ashley Alisha, Cameron Neilson, Lauren Dyson)
13. Wannabe (instrumental) – 3:11 (musica: Star Wars (Galactika), Woo Bin (Galactika))
14. Not Shy (instrumental) – 2:57 (musica: Kobee, Charlotte Wilson)
15. In the Morning (마.피.아. In the morning; instrumental) – 2:52 (musica: Lyre, J.Y. Park "The Asiansoul", Earattack, Kass, Lee Hae-sol)
16. Loco (instrumental) – 3:11 (musica: Star Wars (Galactika), Atenna (Galactika), Woo Bin (Galactika))

Durata totale: 51:09

## Classifiche

### Classifiche settimanali
| Classifica (2021-22) | Posizione massima |
| -------------------- | ----------------- |
| Belgio (Fiandre)     | 26                |
| Belgio (Vallonia)    | 41                |
| Corea del Sud        | 2                 |
| Croazia              | 5                 |
| Finlandia            | 21                |
| Stati Uniti          | 11                |
| Ungheria             | 13                |

### Classifiche di fine anno
| Classifica (2021) | Posizione |
| ----------------- | --------- |
| Corea del Sud     | 27        |